# ژاکت‌زرد (ریتا دی مارا)
ژاکت زرد یک شخصیت تخیلی در کتاب‌های کامیک مارول کامیکس می‌باشد. این کاراکتر به وسیلهٔ راجر استرن و جان بوسما خلق شده و در انقام‌جویان شمارهٔ ۲۶۴ام (فوریه ۱۹۸۶) برای اولین بار معرفی شد.
از این شخصیت در چندین محصول مارول از جمله انیمشین، بازی رایانه‌ای و آرکید، سریال تلویزیونی، اسباب بازی و کارت بازی استفاده شده است.